# Gateway (filme)
Gateway é um filme dramático estadunidense de 1938 dirigido por Alfred L. Werker, com roteiro de Walter Reisch e Lamar Trotti.

## Elenco
- Don Ameche...Dick Court
- Arleen Whelan...Catherine O'Shea
- Gregory Ratoff...Príncipe Michael Boris Alexis
- Binnie Barnes...Senhora Fay Sims
- Gilbert Roland...Tony Cadona
- Raymond Walburn...Senhor Benjamin McNutt
- John Carradine...Líder dos refugiados
- Maurice Moscovitch...Avó Hlawek
- Harry Carey...Comissário Nelson
- Lyle Talbot...Henry Porter
- Marjorie Gateson...Madame Arabella McNutt
- Fritz Leiber...Dr. Weilander
- Warren Hymer...Guarda-garçom
- Eddie Conrad...Davonsky
- E. E. Clive...Atendente de quarto
- Russell Hicks...Ernest Porter
- C. Montague Shaw...capitão
- Charles Coleman
- Gerald Oliver Smith...o inglês
- Albert Conti... o conde